# Tu, mio
(Enzo Siciliano)
Tu, mio è un romanzo di Erri De Luca pubblicato dalla casa editrice Feltrinelli nel 1998.
Il romanzo è raccontato in prima persona e parla delle vicende vissute da un ragazzo durante un'estate passata sull'isola di Ischia.
Il libro affronta varie tematiche che caratterizzano la fase adolescenziali quali la solitudine, l'amore, il farsi accettare dai più grandi, ecc.

## Edizioni
- Erri De Luca, Tu, mio, collana Universale Economica Feltrinelli, Feltrinelli, 2000, ISBN 88-07-81592-3.